# Brenda Blethyn
Brenda Anne Blethyn z d. Bottle (ur. 20 lutego 1946 w Ramsgate) – brytyjska aktorka filmowa i telewizyjna. Dwukrotnie nominowana do Oscara za role w filmach Sekrety i kłamstwa (1996) i O mały głos (1998).
W 2003 została odznaczona Orderem Imperium Brytyjskiego (OBE).

## Filmografia

### Filmy fabularne
- 2014 Two Men in Town jako Emily Smith
- 2013 Mary and Martha jako Martha
- 2012 Playhouse Presents: King of the Teds jako Nina
- 2007 Pokuta (Atonement) jako Grace Turner
- 2007 Wojna i pokój (War and Peace) jako Maria Dmitrijewna
- 2005 Duma i uprzedzenie (Pride & Prejudice) jako pani Bennet
- 2004 Wielkie życie (Beyond the Sea) jako Polly
- 2002 Zakopana Betty (Plots with a View) jako Betty
- 2001 Anna Frank: cała prawda (Anne Frank: The Whole Story) jako Auguste van Pels
- 2000 Saving Grace jako Grace Trevethyn
- 1998 O mały głos (Little Voice) jako Mari Hoff
- 1996 Sekrety i kłamstwa (Secrets & Lies) jako Cynthia Rose Purley
- 1992 Rzeka wspomnień (A River Runs Through It) jako pani Maclean
- 1990 Wiedźmy (The Witches) jako pani Jenkins
- 1987 Biedna mała bogata dziewczynka (Poor Little Rich Girl: The Barbara Hutton Story) jako Ticki Tocquet
- 1981 Tak, panie ministrze (Yes Minister) jako Joan Littler

### Seriale TV
- 2011–2025: Vera jako DCI Vera Stanhope

## Nagrody
- Złoty Glob Najlepsza aktorka w filmie dramatycznym: 1997 Sekrety i kłamstwa
- Nagroda BAFTA Najlepsza aktorka pierwszoplanowa: 1997 Sekrety i kłamstwa
- Nagroda na MFF w Cannes Nagroda dla najlepszej aktorki: 1996 Sekrety i kłamstwa